# Capellen - Air de service et Schultzbech
Capellen - Air de service et Schultzbech este o arie protejată (arie specială de conservare — SAC, sit de importanță comunitară — SCI) din Luxemburg întinsă pe o suprafață de 3,25 ha, integral pe uscat.

## Localizare
Centrul sitului Capellen - Air de service et Schultzbech este situat la coordonatele 49°38′43″N 5°58′47″E / 49.6453°N 5.9797°E.

## Înființare
Situl Capellen - Air de service et Schultzbech a fost declarat sit de importanță comunitară în august 2002 pentru a proteja un număr necunoscut de specii din flora spontană și fauna sălbatică aflate în arealul zonei. Situl a fost protejat și ca arie specială de conservare în noiembrie 2009.

## Biodiversitate
Situată în ecoregiunea continentală, aria protejată conține 2 habitate naturale: Pajiști cu Molinia pe soluri calcaroase, turboase sau argilos-nămoloase (Molinion caeruleae), Fânețe de joasă altitudine (Alopecurus pratensis, Sanguisorba officinalis).
La baza desemnării sitului se află un număr nedeclarat de specii protejate.